# Utolsó padban
Az Utolsó padban 1976-ban bemutatott magyar ifjúsági film Kende Márta rendezésében.

## A történet
Lakatos Kati, a cigány kislány falujából felköltözik Budapestre, s izgatottan várja az első napot az iskolában. Mezítláb indul útnak, legszebb cigányos szoknyájában. A tanárnő, Györgyi néni kedvesen fogadja őt, azonban osztálytársai nem akarnak Kati mellé ülni, így a lány az utolsó padba kerül.

## Szereplők
- Imre Etelka – Lakatos Kati
- Zenthe Ferenc – Lakatos apuka
- Molnár Piroska – Györgyi néni, osztályfőnök
- Egri Kati – Eta, fagylaltárus
- Varga Irén – Laki néni, szomszédasszony
- Mitzi Ernő – Sanyó, Kati bátyja
- Téri Sándor – Rudi, Kati bátyja
- Solti Bertalan – Sánta bácsi
- Demeter Hédi – Presszós nő, Margitka
- Lóránd Hanna – Fetter néni
- Rákosi Mária – Eladó a Corvinban

Kati osztálytársai:
- Szigeti Zsuzsa
- Szatmári János
- Szabó Károly
- Jóvári Lívia
- Digner Pál
- László Sándor